# Oldřich Rott
Oldřich Rott (* 26. Mai 1951 in Opočno) ist ein ehemaliger tschechischer Fußballspieler und derzeitiger Verbandsfunktionär.

## Karriere
Rott begann mit dem Fußballspielen in Třebechovice pod Orebem, 1966 wechselte er zu Spartak Hradec Králové. Mit Hradec Králové stieg der Mittelfeldspieler 1972 in die erste tschechoslowakische Liga auf. Der Mittelfeldspieler wechselte im Sommer 1973 zu Dukla Prag, wo er insgesamt zehn Jahre spielte. Er gewann 1977, 1979 und 1982 die tschechoslowakische Meisterschaft, 1981 und 1983 den tschechoslowakischen Pokal.
In der Saison 1983/84 spielte er in Zypern für EPA Larnaka, in der Spielzeit 1984/85 stand der bei Slavia Prag unter Vertrag.
Weiters gewann er mit der tschechoslowakischen Fußballauswahl bei den Olympischen Spielen 1980 in Moskau die Goldmedaille, indem man im Finale die DDR mit 1:0 besiegte.
Rott nahm auch an der Fußball-Europameisterschaft 1980 in Italien teil, wo die Tschechoslowaken die Bronzemedaille gewannen. Insgesamt spielte er drei Mal für die Tschechoslowakei.

## Erfolge
- Dreimaliger tschechoslowakischer Meister: 1977, 1979 und 1982
- Zweifacher tschechoslowakischer Pokalsieger: 1981 und 1983
- Olympiasieger 1980

## Funktionärslaufbahn
Rott arbeitete nach seiner Spielerkarriere in der Saison 2002/03 als Sportdirektor beim FK Chmel Blšany, später als Vizevorsitzender der Schiedsrichterkommission des Tschechischen Fußballverbandes.